# Carlsberg Cup de 2005
A Carlsberg Cup de 2005 foi um torneio amistoso realizado em Hong Kong.

## Seleções participantes
- Hong Kong
- Brasil

## Jogadores

### Brasil
| Número | Posição | Nome             | Idade | Clube             |
| ------ | ------- | ---------------- | ----- | ----------------- |
| 1      | G       | Júlio César      | 25    | Chievo            |
| 2      | LD      | Cafu             | 34    | Milan             |
| 3      | Z       | Lúcio            | 26    | Bayern de Munique |
| 4      | Z       | Juan             | 26    | Bayer Leverkusen  |
| 5      | V       | Emerson          | 28    | Juventus          |
| 6      | LE      | Roberto Carlos   | 31    | Real Madrid       |
| 7      | A       | Robinho          | 21    | Santos            |
| 8      | M       | Juninho          | 30    | Lyon              |
| 9      | A       | Ricardo Oliveira | 24    | Betis             |
| 10     | M       | Ronaldinho       | 24    | Barcelona         |
| 11     | V       | Zé Roberto       | 30    | Bayern de Munique |
| 13     | LD      | Belletti         | 28    | Barcelona         |
| 16     | LE      | Gilberto         | 28    | Hertha Berlim     |
| 17     | V       | Elano            | 23    | Santos            |
| 18     | M       | Júlio Baptista   | 23    | Sevilla           |
| 19     | V       | Renato           | 25    | Sevilla           |
| 21     | M       | Alex             | 27    | Fenerbahçe        |
| 22     | G       | Gomes            | 23    | PSV Eindhoven     |
| 23     | Z       | Luisão           | 23    | Benfica           |
| 24     | Z       | Anderson         | 24    | Corinthians       |
| 25     | M       | Diego            | 20    | Porto             |

- Treinador: Carlos Alberto Parreira

### Hong Kong
| Número | Posição | Nome            | Idade | Clube          |
| ------ | ------- | --------------- | ----- | -------------- |
| 1      | GK      | Xiao Guoji      | 26    | Kitchee        |
| 3      | DF      | Man Pei Tak     | 22    | Buler Rangers  |
| 4      | DF      | Ng Wai Chiu     | 23    | Shanghai Zobon |
| 6      | MF      | Lau Chi Keung   | 28    | Sun Hei        |
| 7      | FW      | Au Wai Lun      | 33    | South China    |
| 8      | MF      | Cheung Sai Ho   | 29    | Happy Valley   |
| 9      | FW      | Chan Siu Ki     | 19    | Kitchee        |
| 10     | MF      | Lee Sze Ming    | 26    | Happy Valley   |
| 11     | FW      | Law Chun Bong   | 24    | South China    |
| 12     | FW      | Wong Chun Yue   | 27    | Sun Hei        |
| 13     | DF      | Szeto Man Chun  | 29    | Kitchee        |
| 16     | DF      | Luk Koon Pong   | 26    | South China    |
| 18     | MF      | Lee Wai Man     | 31    | Happy Valley   |
| 19     | GK      | Fan Chun Yip    | 28    | Happy Valley   |
| 20     | DF      | Poon Yiu Cheuk  | 27    | Happy Valley   |
| 23     | FW      | Chu Siu Kei     | 25    | Sun Hei        |
| 25     | DF      | Feng Jizhi      | 28    | South China    |
| 30     | MF      | Poon Man Tik    | 29    | Sun Hei        |
| 32     | MF      | Li Chun Yip     | 23    | Happy Valley   |
| 37     | MF      | Sham Kwok Keung | 19    | Happy Valley   |
| 43     | FW      | Lam Ka Wai      | 19    | Buler Rangers  |
| 44     | FW      | Chan Ho Man     | 24    | Sun Hei        |

- Treinador: Lai Sun Cheung

## Resultado
| 9 de fevereiro de 2005 | Hong Kong | 1 – 7 | Brasil | Estádio Hong Kong, Hong Kong         |
| 17:00 (UTC+0)          | Lee 86'   |       | Lúcio 21' · Roberto Carlos 30' · Ricardo Oliveira 45', 58' · Ronaldinho 50' · Robinho 78' · Alex 79' (pen.) | Público: 23,425 Árbitro: Zhou Weixin |

| Hong Kong | Brasil |

## Artilharia
2 gols
- Ricardo Oliveira

1 gol
- Alex
- Lúcio
- Roberto Carlos
- Robinho
- Ronaldinho
- Lee Sze Ming